# Nucleus (Betriebssystem)
Nucleus ist der Name eines Echtzeitbetriebssystems für den Markt eingebetteter Systeme des Unternehmens Accelerated Technology (AT), 2002 übernommen von Mentor Graphics. Nucleus wurde im November 2023 durch den zwischenzeitlichen Besitzer Siemens Digital Industries Software eingestellt.

## Varianten
Es existieren verschiedene Varianten für unterschiedliche Anwendungszwecke, wie Nucleus RTOS, Nucleus RTX und Nucleus PLUS mit zugehöriger Eclipse-basierter Entwicklungsumgebung Nucleus EDGE.
Die Liste prominenter OEM-Kunden dieses RTOS, das zum Beispiel in Konkurrenz zu QNX oder VxWorks steht, ist daher recht lang: Apple, Creative, Garmin, Honeywell, Infineon, Intel, LG, LSI Logic, Motorola, NEC, Renesas, Samsung, Sony, Texas Instruments, Toshiba, Winbond.

## Unterstützte Hardwareplattformen
Nucleus RTOS unterstützt zahlreiche Prozessor-Plattformen mit unterschiedlichsten ARM-, MIPS-, Power-, PowerPC-, SuperH- und XScale-Architekturen.
Die unterstützten Plattformen beziehungsweise Prozessorkerne stammen von herstellerunabhängigen IP-Schmieden und Halbleiterherstellern. Außer den bereits als Software-OEMs genannten Unternehmen sind dies unter anderem auch ARM, Atmel, Freescale, IBM, MIPS, STMicroelectronics, sowie die großen FPGA-Hersteller Altera (Nios II) und Xilinx (MicroBlaze, ZYNQ).
Eine Besonderheit ist die gute Unterstützung der diversen Motorola 68000 CPU-Abkömmlinge und die gute Integration mit Entwicklungstools von Wind River Systems.